# Hermannia falklandica
Hermannia falklandica är en kvalsterart som först beskrevs av P. Balogh 1988.  Hermannia falklandica ingår i släktet Hermannia och familjen Hermanniidae. Inga underarter finns listade i Catalogue of Life.